# Mocsarya syriaca
Mocsarya syriaca is een vliesvleugelig insect uit de familie van de Orussidae. De wetenschappelijke naam van de soort is voor het eerst geldig gepubliceerd in 1936 door Benson.